# Senán
Der heilige Senán (eigtl. Senán mac Geircinn, neuirisch Seanán, latinisiert Senanus; * 488 in Molougha (irisch Maigh Locha) bei Kilrush; † 544 in Iniscathay) war ein irischer Mönch und Abt.
Er wurde 488 in Molougha in der späteren Grafschaft Clare geboren. Er gehörte zum Stamm Corco Baiscinn (Corca Bhaiscinn). In seiner Jugend hatte er das Vieh seines Vaters gehütet, fand dann aber seine Berufung als Mönch. Er wurde durch Cassidan in Irrus und Notal in Kilnamanagh ausgebildet und hielt sich auch in Glendalough auf.
Senán pilgerte auch nach Rom und traf während seiner Rückreise St. David.
In der Royal Irish Academy in Dublin wird der Schrein der Glocke von Senán aufbewahrt. Sein Festtag ist der 8. März. Die Bedeutung des Heiligen spiegelt sich in einigen mittelalterlichen Familiennamen wider.

## Kirchengründungen
In Enniscorthy in der späteren Grafschaft Wexford gründete Senán 511 eine Kirche, deren Überreste in Teampall Seanáin (Templeshannon) noch heute erhalten sind. Weitere Gründungen liegen in Inniscarra bei Cork, Inis Mor (Canon Island) und Mutton Island in Clare. Schließlich gründete er ein Kloster auf Iniscathay in Clare, in der Nähe seines Geburtsortes. Es hatte fünf Kirchen und einen Rundturm. Frauen war es verboten, die Insel zu betreten. Sogar der heiligen Canair aus Benntraige, die die Insel infolge einer Vision aufsuchen wollte, verwehrte Senán den Zutritt. Die heutige romanische Kirche St. Senán auf der Insel stammt aus dem 12. Jahrhundert.

## Heilige Quellen
Eine Heilige Quelle des Senán befand sich in Enniscorthy, sie wurde jedoch undokumentiert überbaut. Eine weitere dem Senán heilige Quelle befand sich am westlichen Ufer des Shannon bei Dunass in Clare. Hier wurden hölzerne Schalen, Teetassen und Färberkessel als Votive für Senán Liath hinterlassen.

## Namensvettern
Das Dictionary of Irish Saints von Pádraig Ó Riain gibt 22 Heilige des Namens Seanán an und listet mit Seanán Liaith, Seanán von Laraghbryan, Seanán von Aghacullion drei weitere Heilige namentlich auf.
Der Namensgeber von Sennen in Cornwall ist eine gewisse Sanctae Sennanae, nicht Senán. Sie wird in der Steuerrolle von 1377 benannt.